# Ochoden
Ochoden (bulgariska: Оходен) är ett distrikt i Bulgarien.   Det ligger i kommunen Obsjtina Vratsa och regionen Vratsa, i den nordvästra delen av landet, 80 km norr om huvudstaden Sofia.
Trakten runt Ochoden består till största delen av jordbruksmark. Runt Ochoden är det ganska tätbefolkat, med 83 invånare per kvadratkilometer.